# Black Orchids
Pour plus de détails, voir Fiche technique et Distribution.
Black Orchids est un film américain réalisé par Rex Ingram, sorti en 1917.

## Fiche technique
- Titre original : Black Orchids
- Réalisation : Rex Ingram
- Scénario : Cleo Madison et Rex Ingram
- Photographie : Duke Hayward
- Société de production : The Universal Film Manufacturing Company
- Pays de production :  États-Unis
- Langue originale : anglais
- Format : noir et blanc — 35 mm — 1,33:1 — Film muet
- Durée : 50 minutes
- Date de sortie : 
  - États-Unis : 1er janvier 1917

## Distribution
- Cleo Madison
- Dick La Reno
- Francis McDonald
- Wedgwood Nowell
- Howard Crampton